# Chrystogram

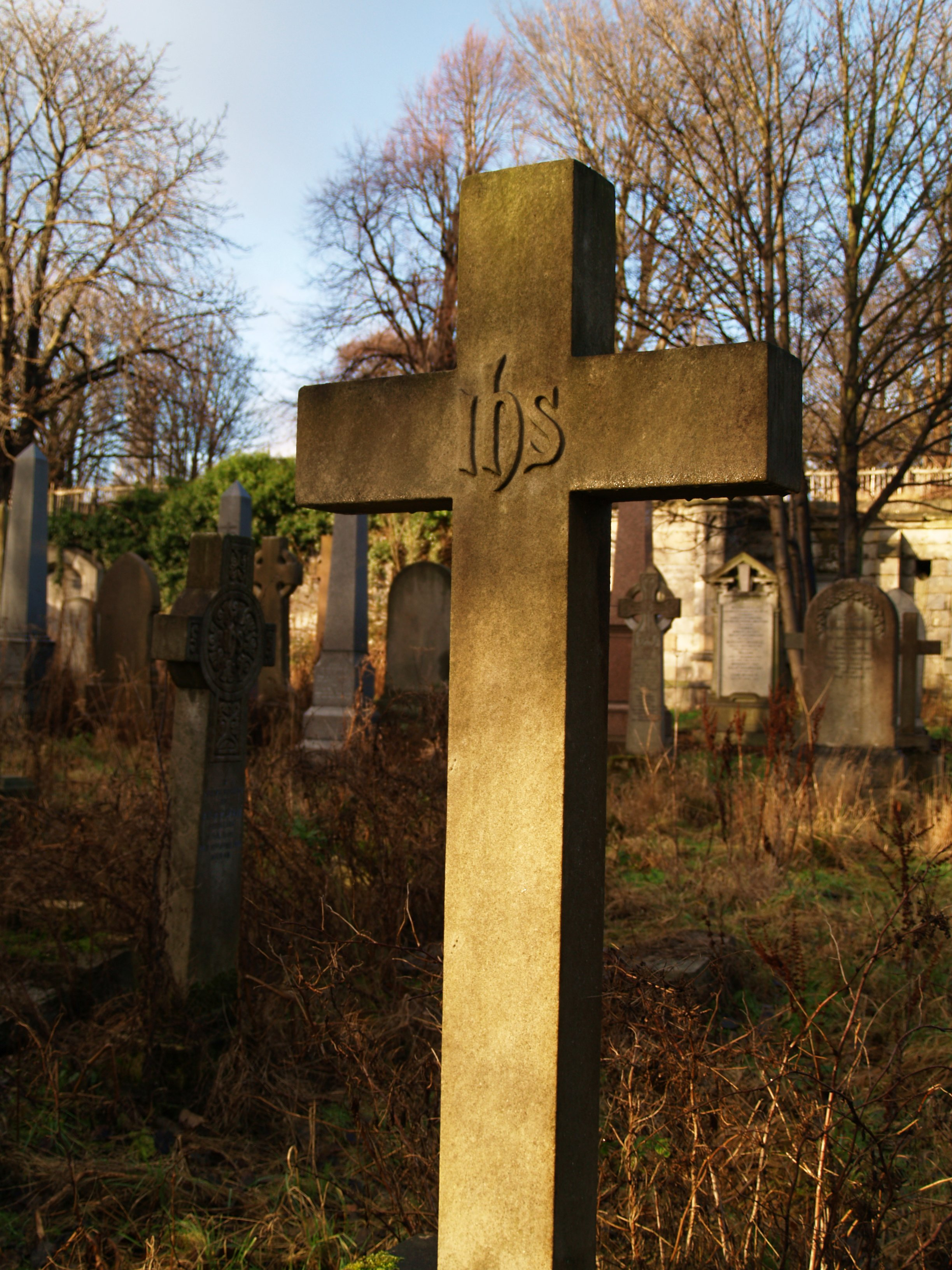
Chrystogram IHS na krzyżu nagrobnym

Chrystogram – monogram będący symbolem Jezusa Chrystusa w formie akronimu lub ligatury. Najbardziej znane chrystogramy to Chi Rho (znak ⳩) i monogram IHS. Rolę chrystogramu pełnił również staurogram i inne ligatury.
IHS (właśc. IHΣ) jest greckim skrótem imienia IHΣΟΥΣ (Jezus).
W prawosławiu jest on złożony z liter Χ i Ρ (jest to najstarsza forma chrystogramu), także w formie ligatury ⳩ lub Ι i Χ układających się w krzyż. Są to początkowe litery jednego z dwóch wyrazów w grece: Chrystus lub Jezus Chrystus.
W kulturze zachodniej występują wymienne złożenia: "IHS" oraz "IHC" będące odpowiednimi (pierwsza, druga i ostatnia) literami (jota-eta-sigma) greckiego imienia Jezusa: ΙΗΣΟΥΣ (Ἰησοῦς) (czyt. Iesu:s). Napis ten wraz z krzyżem podobno miał ujrzeć cesarz Konstantyn Wielki w czasie wizji przed bitwą z Maksencjuszem w 312 r. przy moście mulwijskim. Skrót w formie "IHS" po raz pierwszy pojawił się na monetach Justyniana II na przełomie VII–VIII wieku.
Do rozpowszechnienia monogramu w katolickiej Europie przyczynili się franciszkanie, przede wszystkim obserwanci. Jako zwykłego przedmiotu czci szeroko pokazywanego i tłumaczonego podczas przepowiadania używał go w XV w. św. Bernardyn ze Sieny. Dzięki jego działalności akronim zaczął pojawiać się na szatach liturgicznych, w sztuce kościelnej i dekoracjach architektonicznych.
Zakon jezuitów, czyli Towarzystwo Jezusowe (Societas Iesu), w XVI wieku obrało sobie IHS jako godło/symbol. Pojawiły się również łacińskie interpretacje skrótu IHS, między innymi:
- Iesus Humilis Societas – Pokorne Towarzystwo Jezusowe,
- Iesus Hominum Salvator – Jezus Zbawca Ludzi.

a także:
- In hoc signo (vinces) – w tym znaku zwycięstwo.

Rozwinięcia te powstały najprawdopodobniej od tego, że w średniowieczu została błędnie odczytana litera Η (greckie eta) jako H (łacińskie h).